# Hilton Coliseum
Das Hilton Coliseum ist eine Mehrzweckhalle in Ames, Iowa.

## Geschichte und Nutzung
Das Gebäude wurde von Crites & McConnell und Brooks Borg & Skiles entworfen und vom 16. Juni 1968 bis 2. Dezember 1971 von James Thompson & Son für rund 8,2 Millionen US-Dollar erbaut. Die Arena bietet mehr als 16.000 Plätze für Konzerte. Der britische Weltstar Eric Clapton trat 1990 im Rahmen seiner Journeyman World Tour vor ausverkauftem Publikum in der Halle auf. Für Sportveranstaltungen wie Basketball, Gymnastik, Volleyball und Wrestling ist die Zuschauerkapazität etwas eingeschränkter. Die Iowa State Cyclones (Big 12 Conference) haben ihre Heimatspielstätte in der Halle. Das Veranstaltungsgebäude ist im Besitz der Iowa State University und wird vom ISU Athletic Department verwaltet.